# Partido judicial de Puente Genil
El partido judicial de Puente Genil es uno de los 85 partidos judiciales en los que se divide la comunidad autónoma de Andalucía y creado por Real Decreto en 1983, como el número 12 de los doce partidos judiciales en que se divide la provincia de Córdoba, en España. La extensión del partido comprende 1 solo municipio con una superficie de 171,05 km² y sede en Puente Genil. 

## Ámbito geográfico
El ámbito territorial, que viene regulado por el Real Decreto 529/1983, de 9 de marzo, comprende los municipios:
| Partido Judicial | Capital de partido | Municipios que comprende |
| ---------------- | ------------------ | ------------------------ |
| 12               | Puente Genil       | Puente Genil.            |